# نجد الله (حارة)

تعديل مصدري - تعديل

نجد الله إحدى حارات مدينة القاعدة بمحافظة إب، بلغ تعداد سكانها 1147 نسمة حسب تعداد اليمن لعام 2004.